# Base aérienne de Büchel
La base aérienne de Büchel est une base aérienne de la Luftwaffe, construite en 1954 dans la zone d'occupation française en Allemagne, située en Rhénanie-Palatinat dans l'arrondissement de Cochem-Zell.

## Caractéristiques

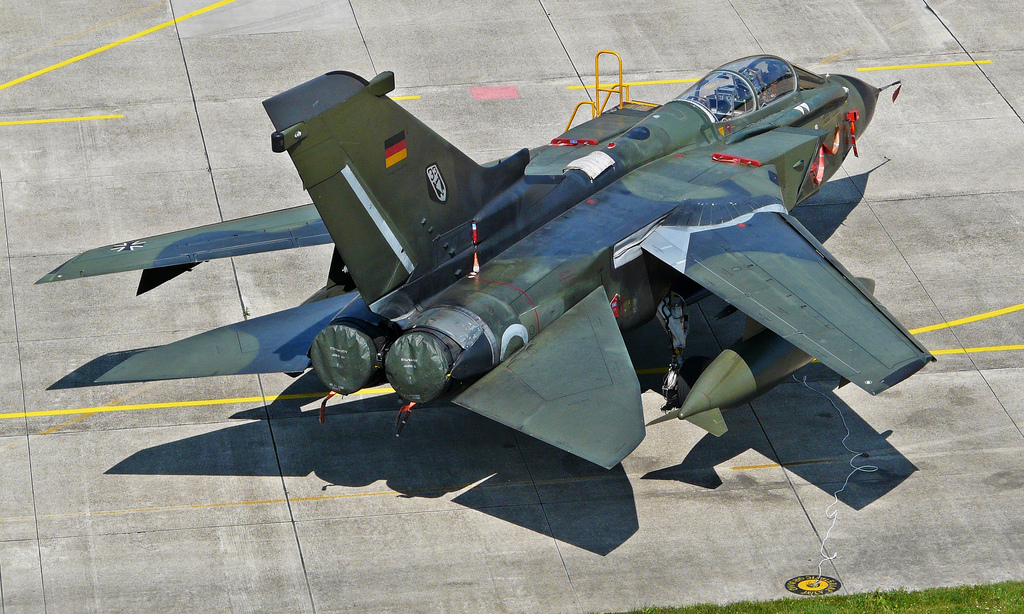
Un des Tornado IDS du JBG33 sur la base.

Elle dispose, en 2001, d'une piste de 2 507 m, de 33 abris pour avions et de 11 dépôts de munitions souterrains WS3 destinés à abriter 4 armes nucléaires chacune soit un maximum de 44 armes nucléaires.
La base abrite en 2013 les Tornado du Jagdbombergeschwader 33 (en) (JBG33), unité installée sur la base depuis octobre 1957 et la seule de la Luftwaffe à avoir une capacité de frappe nucléaire. Ces avions devant être retirés du service vers 2025.
Cette base aérienne est depuis 2005/2006 la seule en Allemagne où il y a, en 2012, entre 10 et 20 bombes thermonucléaires américaines (type B61). Elles sont sous l'autorité du 817th Munitions Support Squadron (nom depuis 1995 au 603rd MUNSS, anciennement 7501st MUNSS), une unité comprenant 135 militaires en 2001, du 52d Munitions Maintenance Group (52 MUNG) du 52nd Fighter Wing, et destiné à être emportées par les Tornado dans le cadre de l'OTAN.
Elle sera dans les années 2030 la base d'attache de 35 F-35A commandés en 2022 pour les besoins de la Luftwaffe afin de lui permettre de maintenir sa participation aux plans nucléaires de l’Otan. Le montant des travaux pour rénover les infrastructures de la base destiné à les accueillir pourrait atteindre les 2 milliards d’euros.